# Émission conjointe
Une émission conjointe est une émission de timbres-poste à l'illustration ou au thème identique, effectuée la même année par au moins deux pays volontaires et qui se sont concertés.
La plupart sont ponctuelles entre une poignée d'administrations postales, certaines sont régulières entre des pays membres d'une même organisation comme c'est le cas pour l'émission Europa ou l'émission America.
Ces émissions conjointes permettent aux administrations postales de se faire connaître et de promouvoir leurs productions auprès des collectionneurs étrangers. Elles font souvent l'objet de la vente de souvenirs philatéliques spécifiques comprenant les timbres de chaque pays émetteur.
Une émission jumelée est une émission conjointe dont l'illustration et la date d'émission sont identiques aux pays participants. Si des timbres d'administrations postales différentes sont émis se-tenant, sur la même feuille, on parle alors d'une émission siamoise. Dans des cas plus rares, on parle d'émission unique lorsque le nom des pays participants figure sur le même timbre et peut donc servir dans chacun des pays participants. Ce fut le cas en 1995 entre le Liechtenstein et la Suisse.
Cependant, plus les dates d'émission discordent, plus le terme est émission commune.

## Liste des principales émissions conjointes
- Émission omnibus dans les anciens empires coloniaux (même illustration en métropole et dans les colonies)
- Le monde contre le paludisme ;

- émission Europa, émission conjointe des Communautés européennes, puis de la Conférence européenne des administrations des postes et télécommunications et actuellement de PostEurop, depuis 1956 ;
- émission Norden émission conjointe de l'Association nordique, depuis 1956 ;
- émission America, émission conjointe de l'Union postale des Amériques, de l'Espagne et du Portugal (UPAEP), depuis 1989 ;
- émission Mercosur, émission conjointe des quatre pays membres du Mercosur, depuis 1997 ;
- émission Sepac, émission conjointe de la Small European Postal Administration Cooperation (SEPAC), depuis 2007.